# Santiurde de Reinosa
Santiurde de Reinosa es un municipio y localidad de la comunidad autónoma de Cantabria (España). Se encuentra en la comarca de Campoo-Los Valles y limita al norte con el municipio de Bárcena de Pie de Concha, al sur con Campoo de Yuso y Campoo de Enmedio, al oeste con la Hermandad de Campoo de Suso y al este con Pesquera y San Miguel de Aguayo

## Toponimia
El topónimo Santiurde es frecuente en varias zonas de España, aunque especialmente en el norte, donde encontramos nombres similares como Santurce (Santurce) en la provincia de Vizcaya o Santiurde de Toranzo en Cantabria. Aunque hay dudas sobre el origen, podría ser una derivación del patrón San Jorge, festividad que precisamente se celebra en Santiurde de Reinosa el 23 de abril.
El apelativo «de Reinosa» hace clara referencia a la cercana ciudad de Reinosa, capital de la comarca de Campoo-Los Valles en la que se integra Santiurde.

## Geografía
Santiurde se acuesta en una ladera perfectamente orientada al sur bajo la que discurre el Besaya que, al poco, da lugar a una primera hoz, adelanto de lo que será la espectacular garganta de Bárcena. El paisaje no difiere mucho del que vemos en Lantueno. Los bosques de frondosas (haya y roble) adquieren quizás más profundidad que en aquel caso, en las vertientes de los barrancos de Santiurde y de la Valleja Negra, al oeste y sur del caserío, respectivamente.

## Patrimonio

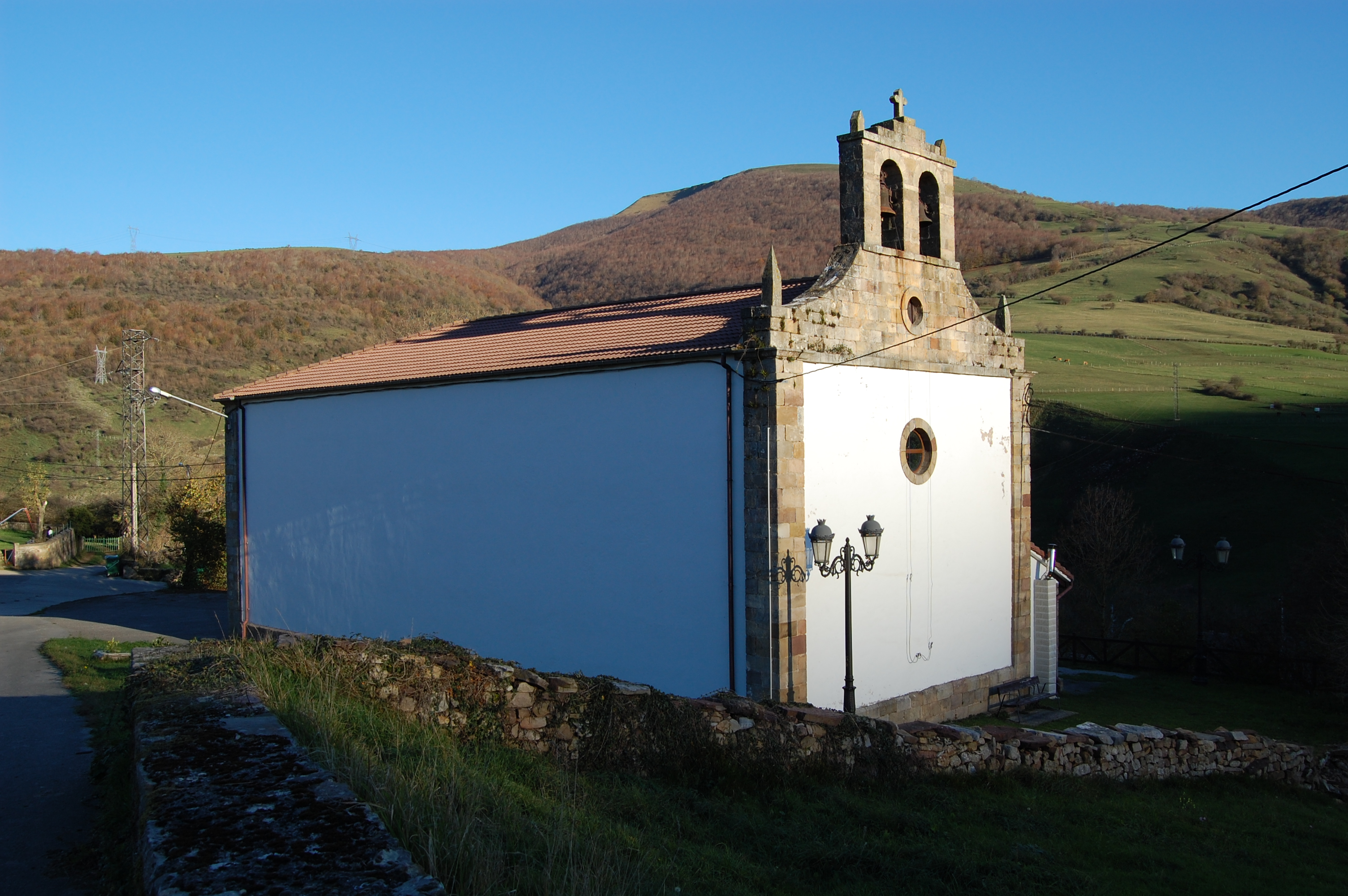
Iglesia de San Jorge

La historia reciente de Santiurde está relacionada con la construcción del Camino Real o Camino de Reinosa en la mitad del siglo XVIII, causando la activación económica de la aldea durante esta centuria y parte de siguiente hasta la construcción del calamitoso tramo de ferrocarril entre Reinosa y Bárcena de Pie de Concha en el año 1866. Las expectativas creadas por la apertura del Camino impulsaron la ceración de una ferrería que estuvo en funcionamiento hasta mediados del siglo XIX, cuanto entraron en crisis este tipo de instalaciones al no poder competir con la producción de los nuevos altos hornos. La ferrería se reconvirtió en fábrica harinera, negocio más lucrativo en aquel momento de trasiego constante de carros cargados de trigo con destino al puerto de Santander. Hace muy pocos años, desapareció el portentoso edificio de esta antigua instalación preindustrial de la que tan solo quedan restos del calce y la represa que se construyeron para la ferrería, así como los cimientos de las carboneras y las dependencias de la forja y la molienda.
La iglesia parroquial de San Jorge data de 1899 y es un edificio funcional y desornamentado que poco aporta al patrimonio de la zona. Algo similar ocurre en las dos ermitas que encontramos en el casco urbano, con advocaciones a Nuestra Señora de Los Dolores y Nuestra Señora del Buen Suceso, extremadamente sencillas.

## Historia
El historiador Mateo Escagedo Salmón sitúa la ciudad o territorio de Primorías en este municipio, cerca de Somballe, concretamente en el monte Termuda. Esta ciudad sería una de las cinco plazas fuertes que defendían la frontera sur de la Cantabria altomedieval, habiendo sido repoblada por orden del rey Alfonso III el Magno.

## Economía
La ganadería es la actividad predominante en el municipio, dedicándose un 39,4 % de la población al sector primario. El sector secundario es bastante escaso, con un 16 % de la población que se dedica a la construcción y un 13,8 % a la industria. El sector terciario se restringe casi exclusivamente al turismo, especialmente al alojamiento rural, ocupando al 30,9 %.

## Demografía
Santiurde de Reinosa cuenta con una población de 254 habitantes (INE 2024).
| Gráfica de evolución demográfica de Santiurde de Reinosa entre 1842 y 2021 |
| |
| Población de derecho según los censos de población del INE Población de hecho según los censos de población del INEEn este censo se denominaba Santiurce de Reinosa: 1842 Entre el censo de 1877 y el anterior, crece el término del municipio porque incorpora a Rioseco |

Como gran parte del interior de Cantabria y de la comarca de Campoo-Los Valles el municipio sufre una constante pérdida de población en las últimas décadas, que se traduce en un problema de despoblación cada vez más notorio. A principios del siglo XX el municipio rondaba el millar de habitantes. A partir de los años 60 y fruto del éxodo rural la población comenzó a caer de una forma muy acentuada, descenso que se estancó a principios del siglo XXI durante el cual la bajada ha sido más paulatina pero aun así constante hasta llegar a unas cifras que se encuentran en la actualidad por debajo de los 300 habitantes, cifra que lo convierte en uno de los municipios menos poblados de Cantabria.

## Administración y política

### Gobierno municipal
Borja Ramos (Partido Popular) es el actual alcalde del municipio.
| Partido político                         | 2023  | 2023     | 2023       | 2019  | 2019  | 2019       | 2015  | 2015  | 2015       | 2011  | 2011  | 2011       | 2007  | 2007  | 2007       | 2003  | 2003  | 2003       |
| Partido político                         | Votos | %        | Concejales | Votos | %     | Concejales | Votos | %     | Concejales | Votos | %     | Concejales | Votos | %     | Concejales | Votos | %     | Concejales |
| Partido Popular (PP)                     | 105   | No disp. | 4          | 122   | 62,24 | 5          | 148   | 71,15 | 5          | 125   | 54,35 | 4          | 32    | 13,11 | 1          | 47    | 16,55 | 1          |
| Partido Regionalista de Cantabria (PRC)  | 54    | No disp. | 1          | 53    | 27,04 | 2          | 27    | 12,98 | 1          | 10    | 4,35  | 0          | 65    | 26,64 | 2          | 79    | 27,82 | 2          |
| Partido Socialista Obrero Español (PSOE) | 11    | No disp. | 0          | 18    | 9,18  | 0          | 33    | 15,87 | 1          | 94    | 40,87 | 3          | 146   | 59,84 | 4          | 158   | 55,63 | 4          |

### Organización territorial

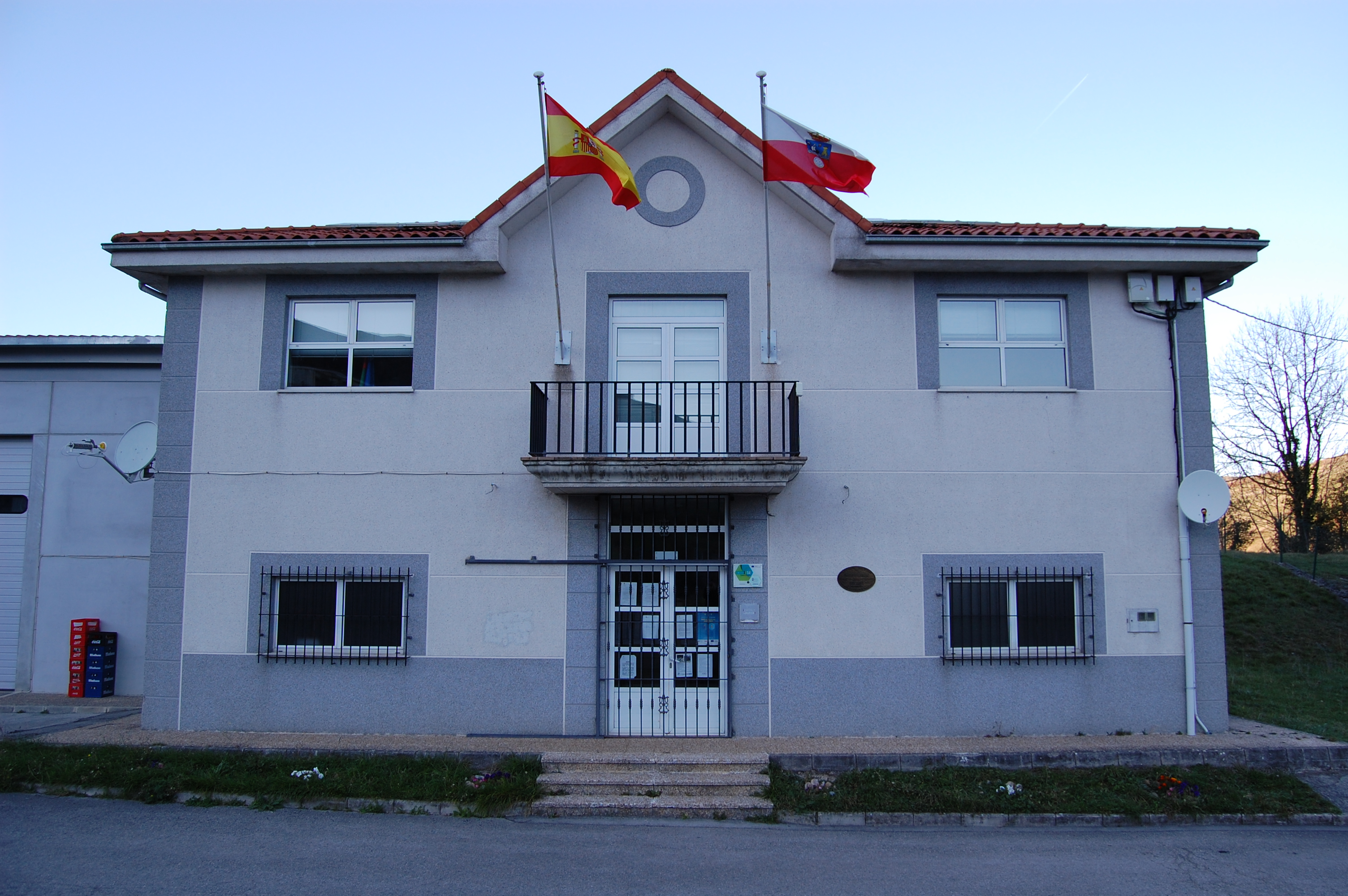
Ayuntamiento de Santiurde

Sus 254 habitantes (INE 2024) se distribuyen en:
- Lantueno, 122 hab.
- Rioseco, 33 hab.
- Santiurde de Reinosa (capital), 61 hab.
- Somballe, 38 hab.

## Personas destacadas
- Jesús Gutiérrez Flores: licenciado en Periodismo por la Universidad Complutense de Madrid, doctorado en Filosofía y Letras, sección Geografía e Historia de la Universidad de Cantabria. Sus obras se han centrado en la investigación de las etapas históricas de la Segunda República, la Guerra Civil y la posguerra franquista en Cantabria, determinando información sobre las víctimas de la represión republicana y franquista en Cantabria, y así lo refleja en todas sus obras. Su último libro Guerra Civil en los pueblos de Cantabria y Castilla es un minucioso trabajo fruto de 6 años de investigación, en el que logra obtener cifras exactas de la represión en Cantabria tanto de un bando como de otro, relatando episodios históricos y vivencias de algunos sobrevivientes.